# Pius Segmüller
Pius Segmüller (San Gallo, 8 marzo 1952) è un ufficiale e politico svizzero, ex comandante della Guardia Svizzera pontificia.

## Biografia
Pius Segmüller venne nominato Comandante della Guardia Svizzera pontificia nel luglio 1998, due mesi dopo la morte improvvisa di Alois Estermann trovato ucciso nel suo appartamento nella Città del Vaticano. Nel 2002, lasciato il proprio incarico di comando, venne sostituito da Elmar Theodor Mäder e fece ritorno a Lucerna ove esercitò la professione di capo della polizia (2002-2006).
Attualmente egli è il capo della sicurezza per la FIFA a livello internazionale, preoccupandosi della sicurezza personale dei giocatori nelle varie partite.
Nell'ottobre del 2007, Segmüller è stato eletto al Consiglio Nazionale Svizzero come membro del partito popolare cattolico (CVP/PDC) per il Cantone di Lucerna.